# Charlaine Harris
Charlaine Harris (n. Tunica, Misisipi; 25 de noviembre de 1951) es una escritora estadounidense de superventas que ha escrito historias de misterio durante más de cuarenta años.
Nacida y educada en el delta del río Misisipi, comenzó a escribir desde que pudo sostener un lápiz. Aunque sus primeras obras consistieron en su mayor parte en poemas sobre fantasmas y posteriormente angustia adolescente, comenzó a escribir obras de teatro cuando asistió al Rhodes College en Memphis, Tennessee, dedicándose a la literatura unos pocos años después.

## Biografía
Después de publicar dos historias de misterio independientes, Charlaine Harris decidió crear una serie. Comenzó con los libros de Aurora Teagarden, una serie llamada Real Murders, que recibió una nominación a los premios Agatha en 1990. La protagonista de la serie, una pequeña bibliotecaria de Georgia cuya vida nunca resultó como quería, mantuvo ocupada a Charlaine durante varias entregas aunque finalmente Harris decidió dedicarse a otros proyectos a mediados de la década de 1990. No siguió escribiendo la serie hasta 1999, salvo una historia corta para una antología-homenaje para la serie Se ha escrito un crimen, titulada Murder, They Wrote.
El resultado de sus inquietudes literarias fue la publicación en 1996 de la serie Shakespeare, ambientada en Arkansas. La heroína de los libros de Shakespeare era Lily Bard, una mujer tozuda y taciturna cuya vida había sido marcada por un terrible crimen y sus consecuencias. En Shakespeare´s Landlord, la primera novela de la serie, la coraza que Lily ha construido a su alrededor comienza a romperse. La serie va descubriendo el progresivo retorno de Lily al mundo. El quinto libro de la serie, Shakespeare´s Counselor fue editado a finales del año 2001, seguido por la historia corta Dead Giveaway en diciembre de ese mismo año.
Después de Shakespeare, Charlaine Harris comenzó una serie completamente nueva que comenzaría a publicarse en el año 2001. Los libros de Southern Vampire Mysteries tratan de las aventuras de una camarera con poderes telepáticos llamada Sookie Stackhouse en un pueblo del norte de Luisiana. El primer libro de la serie, Dead Until Dark (“Muerto hasta el Anochecer”) ganó el premio Anthony al mejor relato de misterio en el año 2001. Cada libro está protagonizado por Sookie, que intenta resolver misterios relacionados con vampiros, hombres lobo y otras criaturas sobrenaturales. La serie consiguió gran popularidad debido a su mezcla de misterio, humor, romance y criaturas sobrenaturales. Ha sido publicada en muchos países e idiomas. El sexto libro de la serie Definitely Dead fue publicado en mayo del año 2006 y el séptimo, All Together Dead, en mayo del 2007, en 2010 se publicaron en España los siete primeros libros de la serie con los títulos de Muerto hasta el Anochecer, Vivir y morir en Dallas, El Club de los muertos,  Muerto para el mundo, Más muerto que nunca, Definitivamente muerta y Todos juntos y muertos.
Hasta el momento la saga de Sookie Stackhouse ha sido la más popular y exitosa de las series de Charlaine Harris. Hasta el punto de que el guionista Alan Ball, creador de series de televisión como A dos metros bajo tierra, anunció la emisión de una serie basada en Southern Vampire Mysteries. La serie, con el nombre de True Blood, es emitida desde el 7 de septiembre de 2008.
En octubre del año 2005, Charlaine Harris inició una nueva serie sobre una joven llamada Harper Connelly, con la publicación de Voces desde la tumba. Harper ha sobrevivido al impacto de un rayo y el impacto la ha dejado con una extraña habilidad: tocando los cadáveres puede “ver” cómo murieron. Harper y su hermanastro, Tolliver Lang, se ganan la vida resolviendo muertes. Como sus otras novelas, los libros de Harper Connelly están ambientados en el sur de los Estados Unidos.
A nivel profesional, Charlaine Harris es miembro de los Mistery Writers of America y de la American Crime Writers League. También es miembro del tribunal de Sisters in Crime, y se alterna con Joan Hess como presidente de la Arkansas Mistery Writers Alliance.
A nivel personal fue levantadora de pesas y estudió karate, y es una ávida lectora y cinéfila. Está casada, tiene tres hijos y la casa llena de perros rescatados. También es miembro de un comité administrativo de la Iglesia Episcopaliana. Actualmente reside en Magnolia, Arkansas.

### Aurora Teagarden
1. Real Murders (1990, hardback ISBN 0-8027-5769-3, reprint 2007, paperback ISBN 978-04252187161992, UK paperback, ISBN 0-373-26104-7, 1991, paperback ISBN 0-7927-0752-4)
Unos Asesinatos Muy Reales
2. A Bone to Pick (1992, hardback ISBN 0-8027-1245-2, reprint 2008, paperback, 978-0425219799, 1994, UK paperback ISBN 0-373-26136-5)
La Paciencia de los Huesos
3. Three Bedrooms, One Corpse (1994, hardback ISBN 0-684-19643-3, reprint 2008, 978-0425220528, 1995, UK paperback ISBN 0-373-26177-2)
Tres Habitaciones y un Cadáver
4. The Julius House (1995, hardback ISBN 0-684-19640-9, 1996, UK paperback ISBN 0-373-26217-5)
La casa Julius
5. Dead Over Heels. (1996, hardback ISBN 0-684-80429-8, 1998, UK paperback ISBN 0-373-26260-4)
Perdiendo la Cabeza
6. A Fool And His Honey (1999, hardback ISBN 0-312-United Kingdom|UK]] paperback ISBN 0-373-26384-8)
De Tal Muerto Tal Astilla
7. Last Scene Alive (2002, hardback ISBN 0-312-26246-9, reprint 2006, paperback, 978-0778323648, 2003, UK paperback ISBN 0-373-26476-3)
Muerta y ... Acción!
8. Poppy Done to Death (2003, hardback ISBN 0-312-27764-4, 2004, UK paperback ISBN 0-373-26504-2)
Muerte en el Club de Lectura
9. All the little liars (no traducido al castellano) (2016)
10. Sleep like a baby (no traducido al castellano) (2017)

### Lily Bard (Shakespeare)
1. Shakespeare's Landlord (1996, hardback ISBN 0-312-14415-6, 1997, paperback ISBN 0-440-22418-7, 2005, paperback reprint ISBN 0-425-20686-6)
2. Shakespeare's Champion (1997, hardback ISBN 0-312-17005-X, 1997, paperback ISBN 0-440-22421-7)
3. Shakespeare's Christmas (1998, hardback ISBN 0-312-19330-0, 2005, paperback ISBN 0-440-23499-9)
4. Shakespeare's Trollop (2000, hardback ISBN 0-312-26228-0, 2004, paperback ISBN 0-425-19699-2)
5. Shakespeare's Counselor (2001, hardback ISBN 0-312-27762-8, 2005, paperback ISBN 0-425-20114-7)
  - "Dead Giveaway" published in Ellery Queen's Mystery Magazine (December 2001)

### Sookie Stackhouse (Southern Vampire Mysteries)
1. Muerto hasta el anochecer (febrero de 2009, ISBN 978-84-663-2282-9. Edición original en 2001, ISBN 0-441-00853-4)
2. Vivir y morir en Dallas (abril de 2009, ISBN 978-84-663-2291-1. Edición original en marzo de 2002, ISBN 0-441-00923-9)
3. El Club de los Muertos (mayo de 2009, ISBN 978-84-663-2290-4. Edición original en mayo de 2003, ISBN 0-441-01051-2)
4. Muerto para el mundo (octubre de 2009, ISBN 978-84-8365-143-8. Edición original de tapa dura en mayo de 2004, ISBN 0-441-01167-5, de tapa blanda en 2005 ISBN 0-441-01218-3)
  - "Polvo de hada" de Powers of Detection (octubre de 2004, ISBN 0-441-01197-7)
  - Dancers in the Dark de Night's Edge (novela Harlequin) (octubre de 2004, ISBN 0-373-77010-3)—una novela del universo Sookie sin el personaje de Sookie Stackhouse.
  - "One Word Answer" de Bite (2005, ISBN 0-515-13970-X)
5. Más muerto que nunca (enero de 2010, ISBN 978-84-8365-152-0. Edición original de tapa dura en mayo de 2005, ISBN 0-441-01279-5, de tapa blanda ISBN 0-441-01333-3, audiolibro en abril de 2006, ISBN 1-4193-3730-0)
6. Definitivamente muerta (abril de 2010, ISBN 978-84-8365-158-2. Edición original de tapa dura en mayo de 2006, ISBN 0-441-01400-3, audiolibro ISBN 1-4193-9326-X)
  - "Tacky" de My Big, Fat Supernatural Wedding (2006, libro de bolsillo ISBN 0-312-34360-4)—una novela del universo-Sookie sin el personaje de Sookie Stackhouse.
7. Todos juntos y muertos (mayo de 2010, ISBN 978-84-8365-164-3. Edición original en mayo de 2007, ISBN 0-441-01494-1)
  - "La Noche de Drácula" de Many Bloody Returns (septiembre de 2007, tapa dura ISBN 0-441-01522-0)
8. De muerto en peor (septiembre de 2010, ISBN 978-84-8365-175-9. Edición original en mayo de 2008, ISBN 0-441-01589-4)
9. Muerto y enterrado (noviembre de 2010, ISBN 978-84-8365-184-1. Edición original en mayo de 2009, ISBN 978-0-441-01715-7)
  - Una pizca de muerte (Recopila las historias cortas "Polvo de hada", "La Noche de Drácula", "Respuestas monosilábicas", "Afortunadas" y "Papel de regalo". Enero de 2011, ISBN 978-84-8365-217-6. Edición original en octubre de 2009, ISBN 978-0-441-01783-6)
10. Muerto en familia (junio de 2011, ISBN 978-84-8365-232-9. Edición original en mayo de 2010, ISBN 978-0-441-01864-2)
11. El Día del Juicio Mortal (septiembre de 2011, ISBN 978-84-8365-250-3. Edición original en mayo de 2011, ISBN 978-0-441-02031-7)
12. En punto muerto (noviembre de 2012, ISBN 978-84-8365-448-4. Edición original en mayo.
13. Muerto para siempre (octubre de 2013)

### Harper Connelly
1. Voces desde la tumba (ISBN 978-84-937476-2-6)
2. Falsa tumba
3. An Ice Cold Grave

### Midnight, Texas
1. Midnight Crossroad (mayo de 2014)
2. Day Shift (mayo de 2015)
3. Night Shift (mayo de 2016)

### Otras obras
- Sweet and Deadly (1981, hardback ISBN 0-395-30532-2, 1985, paperback ISBN 0-345-32101-4, 1982, UK hardback ISBN 0-7091-9700-4, UK paperback ISBN 0-263-74030-7)
- A Secret Rage (1984, hardback ISBN 0-395-35323-8, 1984, paperback ISBN 0-345-32102-2, 1984, UK hardback ISBN 0-7278-1079-0)